# Герасименко, Олеся Михайловна
Оле́ся Миха́йловна Герасиме́нко (род. 27 июля 1983, Москва, СССР) — российская журналистка. Редактор и журналистка издания «Вёрстка» (2024—н. в.). Бывший корреспондент русской службы «Би-би-си» (2017—2024), издательского дома «Коммерсантъ» (2011—2017) и «Газеты.ру» (2005—2011).

## Биография
Родилась 27 июля 1983 года в Москве.
В 2000 году окончила московскую среднюю школу № 1134. В 2005 году окончила отделение русского языка и литературы филологического факультета МГУ.
В 2005—2011 годах работала в интернет-издании «Газета.ru».
С 2011 года по ноябрь 2017 года была специальным корреспондентом «издательского дома Коммерсантъ» и журнала «Коммерсантъ-Власть». Олеся Герасименко в этот период особо выделяет свой вышедший в январе 2015 года материал «Заёмные расчёты», посвящённый проблемам населения с микрофинансовыми организациями (материал получил одну профессиональную награду, см. ниже).
В 2014 году проходила стажировку в американском Институте Гарримана как стипендиат Фонда Пола Хлебникова.
С ноября 2017 года по январь 2024 года была специальным корреспондентом Русской службы «Би-би-си». 23 декабря 2023 года Герасименко отмечала с коллегами и друзьями своё будущее увольнение в баре в Риге, и в это время в заведение вошёл неизвестный и бросил учебную шумовую гранату. Пресса восприняла это как покушение на журналистку или её гостей, но латвийская полиция с этим не согласилась и заявила, что поступок был совершён по личным мотивам.
С 2024 года — редактор и журналист издания «Вёрстка».
В 2024 году вместе с Никитой Могутиным запустила издательство для журналистов «Знаки препинания».
5 июля 2024 года была признана Минюстом РФ «иностранным агентом».

## Награды
- 13 января 2014 года Олеся Герасименко удостоилась «Премии за развитие гражданского общества в России им. Пола Хлебникова» (англ. Paul Klebnikov Russian Civil Society Fellow) от Колумбийского университета. Комитетом Института Харримана[англ.] была отмечена её серия репортажей о национализме, экстремизме, регионализме и оппозиции[8].
- В 2015 году корреспондент стала обладателем награды в области деловой журналистики CJEA[нидерл.] (англ. Citi Journalistic Excellence Award) в номинации «Человек в мире бизнеса и финансов» за текст «Заёмные расчёты»[9][10].
- В 2018 году получила премию «Профессия — журналист» фонда «Открытая Россия» в номинации «Интервью + портрет» за статью «„Я идеальный человек-Россия“: рэпер Фейс от „Бургера“ до Мандельштама»[11].
- Трижды получала ежемесячную журналистскую премию «Редколлегия»:
  - в июле 2021 года — за статью «„Жадность и лень“. Почему наркотики стали в России доступным бизнесом и для студентов, и для полицейских»[12],
  - в ноябре 2021 года — за статью «„У нас запрет на реальность“. Почему в российском кино и сериалах все больше табу»[13],
  - в апреле 2023 года — за статью «	Роды под бомбами: истории пациенток и врачей роддома № 3 в Мариуполе»[14]